# Akino Kawamitsu
Akino Kawamitsu (川満 愛希信, Kawamitsu Akino), mieux connue sous son nom de scène AKINO, est une chanteuse japonaise née le 31 décembre 1989 en Utah, États-Unis. À l'origine ses débuts en 2003 avec ses frères Akashi et Aiki et sa sœur Kanasa dans la bande bless4, Akino a fait ses débuts en solo en 2005 chantant les thèmes ouverture de Sousei no Aquarion. Ses chansons sont composées par Yoko Kanno.

## Discographie

### Singles
- "Genesis of Aquarion" (創聖のアクエリオン, Sōsei no Akuerion?) - 27 avril 2005
- "Go Tight!" - 24 août 2005

### Albums
- Lost in Time - 7 novembre 2007
  - Comprend "Chance To Shine" (Générique d'ouverture japonais de Ōban, Star-Racers) et "Suashi" (素足?, Génériques de fin pour Genesis of Aquarion: Wings of Betrayal)

### BOSousei no Aquarion
- Genesis of Aquarion: Original Soundtrack - 8 juin 2005
  - Comprend "La santé de la friche" (荒野のヒース, Kōya no Hīsu?, Génériques de fin pour épisode 14 d'Aquarion) et "Sōsei no Aquarion avec mon frère" (創聖のアクエリオン お兄さまと, Sōsei no Akuerion Oniisama to?, réalisée avec Akashi Kawamitsu)
- Genesis of Aquarion: Original Soundtrack 2 - 22 septembre 2005
  - Comprend les chansons insérer "Nike 15-sai" (ニケ15歳, Nike Jūgo-sai?) et "Genesis of Aquarion" (Version anglaise de "Sōsei no Aquarion")